# Guides de France
Pour les articles homonymes, voir GDF.
L'association des Guides de France (GDF) est le principal mouvement de guidisme en France, de sa création en 1923 jusqu'à sa fusion avec les Scouts de France en 2004, qui a donné naissance aux Scouts et Guides de France.
Le mouvement des Guides de France se définit comme un « mouvement de scoutisme féminin, catholique et ouvert à tous ». Il fait partie de l'Association mondiale des guides et éclaireuses (AMGE), dont le siège est à Londres, et de la Conférence internationale catholique du guidisme.

## Historique
- 1910 : Fondation des Girl Guides en Angleterre, qui regroupe alors 6 000 filles. Séparé du mouvement des Boy Scouts, il en possède les mêmes grandes lignes, avec comme objectif pédagogique le développement du caractère et de l'intelligence, de l'adresse et de l'habileté physique, de l'esprit et de la camaraderie, de la santé physique et de l'hygiène. Lorsque ce mouvement féminin est officiellement reconnu par le gouvernement en 1915, il compte alors 38 000 jeunes adhérentes.

- 1911 : Apparition en France des Éclaireurs de France, mouvement alors neutre et non confessionnel, et des  Éclaireurs unionistes de France , liés au protestantisme. Ils sont reconnus par Baden-Powell.

- 1920 : Création des Scouts de France, s'adressant aux garçons catholiques. L'attention d'Albertine Duhamel est attirée vers les méthodes de scoutisme, et les aspects bénéfiques que les patronages pourraient en retirer. Elle est alors secrétaire générale de l'Archiconfrérie des patronages, affiliée à la ligue internationale des œuvres féminines catholiques à Rome. Sa rencontre avec Marie Diemer est décisive, cette dernière lui expliquant en effet la nécessité de ne pas tenir à l'écart du mouvement scout les jeunes filles catholiques.

- 1922 : Des groupuscules rattachés à des paroisses ou à des patronages existent çà et là et mettent en application les méthodes du scoutisme. Ces tentatives spontanées ont lieu sans réflexions communes. Albertine Duhamel prend les choses en main et supervise des cours de cheftaines.

- 1923 :

1. 22 février : à la date symbolique des anniversaires de Robert et Olave Baden-Powell, le premier groupe (ou "compagnie") de Guides de France naît au patronage de Montcalm à Paris, sous la houlette d'Hélène Depaux-Dumesnil. Cette compagnie sera la première Paris. La tradition veut que chaque compagnie de guides prenne, outre le nom de sa paroisse, le chiffre correspondant à son rang de création et le nom de sa ville.
2. 26 mai : le nom Guides de France est déposé à la préfecture de la Seine et inscrit comme filiale des Scouts de France. Les guides gardent néanmoins leur indépendance et forment un mouvement à part entière.
3. Juin : L'association des Guides de France est officiellement fondée, avec un comité directeur et un siège social installé au 76 rue des Saints-Pères dans le VIIe arrondissement de Paris. L'aumônier général des Scouts de France, le chanoine Cornette, en devient l'aumônier général. Le cardinal Dubois reçoit la promesse d'Albertine Duhamel le 16 juin 1923, et lui remet l'insigne des guides.

- Seconde Guerre mondiale : sous l'occupation allemande, tous les mouvements de scoutisme sont interdits. Cela n'empêche pas le mouvement de perdurer. En zone libre, Vichy essaye de contrôler le mouvement. Les cinq mouvements existants réagissent et s'organisent : les 24, 25 et 26 septembre 1940 voient la naissance du Scoutisme français. Les mouvements de scoutisme se réunissent à l'Oradou, près de Clermont-Ferrand, et créent la "Charte de l'Oradou", qui fédère les associations féminines et masculines mais respecte l'identité de chacun[2]. À l'issue de la guerre, on dénombre quatre millions de scouts à travers le monde. Les Guides de France, quant à elles, sont 52 000.

- 1968 : à la suite des événements de mai 68 et du Concile Vatican II, les Scouts de France et les Guides de France décident de s'adapter, remettant en question leur méthode d'éducation, le vocabulaire… Ils changent l'uniforme, et répartissent les jeunes en quatre tranches d'âge (8-12 ans, 12-15 ans, 15-18 ans et 18-21 ans), au lieu de trois (8-12 ans, 12-17 ans et plus de 17 ans). Les idéaux principaux des mouvements restent les mêmes mais ces changements ne sont pas appréciés par tous les groupes locaux et certains tentent de conserver leur pédagogie unitaire à trois branches (unitaire pour l'unicité de la branche 12-17 ans). Devant la difficulté de conserver cette pédagogie tout en restant intégré au mouvement, un schisme conduit à la création des Scouts unitaires de France, mouvement non intégré dans la Fédération du scoutisme français et qui ne bénéficie pas de la reconnaissance de l'Organisation mondiale du mouvement scout (OMMS).

- 1976 : Les Scouts de France et les Guides de France se rapprochent et créent un groupe de travail commun, appelé "l'équipe de coordination scouts/guides", pour étudier les dossiers suivants : "l'inter-éducation", l'animation des unités (groupes) au niveau local et la création d'une branche aînée commune. Cependant les deux mouvements ne parviennent pas à se mettre d'accord sur le degré de souveraineté que chacun est prêt à abandonner. Les scouts, supérieurs en nombre, souhaitent une fusion. Les Guides de France favorisent la création d'une confédération. Elles craignent en effet la disparition de l'identité des guides au profit des scouts, ce qui leur est inacceptable après un demi-siècle de lutte pour l'autonomie féminine.

- 1981 : Incapables de se mettre d'accord, une rupture est amorcée entre les mouvements des Scouts de France et des Guides de France.

- 1982 : Les Scouts de France s'ouvrent aux filles, et font directement concurrence aux Guides de France, ce qui provoque de nombreuses crises au niveau local.

- 2004 : Après avoir renoué le dialogue pendant plusieurs années et trouvé des terrains d'ententes et des compromis mutuels, les Guides de France et les Scouts de France s'associent en un mouvement unique des Scouts et Guides de France.

## Liste des présidentes du Conseil d'Administration[3]
- 1923-1937 : Albertine Duhamel
- 1937-1954 : Marie Thérèse de Kerraoul
- 1954-1969 : Antoinette Reille
- 1969-1979 : Annick Lebas
- 1979-1983 : Yvette Gerbin
- 1983-1989 : Michelle Blin
- 1989-1996 : Marie-France Alexandre
- 1996-1999 : Caline Forest
- 1999-2004 : Anne Bossy

## Organisation

### Farandoles
Les farandoles sont une proposition destinée aux garçons et filles de 6 à 8 ans. En chemise blanche, ils sont encadrés par des chefs et cheftaines au contraire des sarabandes, leur équivalent au sein des Scouts de France, encadrés par des parents. En raison de leur âge, les farandoles n'ont pas de loi ni de promesse.
À la suite de la fusion avec les Scouts de France en 2004, les farandoles fusionnent avec les sarabandes pour constituer les farfadets.

### Jeannettes
Les jeannettes sont des jeunes filles, âgées de 8 à 11 ans. L'unité composée de l'ensemble des jeannettes est appelée la ronde et est subdivisée en sizaines de six enfants, à la tête desquelles se trouve une sizenière. La réunion de la sizaine s'appelle le conseil de sizaine ; elle est suivie d'un conseil des sizeniers qui réunit les sizenières autour d'une ou plusieurs cheftaines. La réunion de tous les enfants et des chefs s’appelle le conseil de ronde où sont prises tous ensemble les décisions importantes. Les jeannettes portent une chemise bleu ciel et un pantalon ou une jupe marron.
À la suite de la fusion avec les Scouts de France en 2004, les jeannettes fusionnent avec les louveteaux et louvettes pour constituer la branche louveteaux-jeannettes. La chemise des louveteaux-louvettes étant jaune, une nouvelle couleur commune est choisie pour les louveteaux-jeannettes à la rentrée 2007 : l’orange ; les pédagogies jeannette et louveteau subsistent jusqu'en 2008, où elles sont remplacées par une pédagogie commune.

#### Loi et promesse

##### Loi des jeannettes
1. Une jeannette est propre.
2. Une jeannette est active.
3. Une jeannette est gaie.
4. Une jeannette dit toujours vrai.
5. Une jeannette pense d’abord aux autres.
6. Une jeannette est amie de Jésus.

##### Promesse
« Je promets de faire de mon mieux pour aimer Dieu, connaître mon pays, dire oui à la loi de la ronde, faire chaque jour un plaisir à quelqu’un et apporter la joie à la maison ».

#### Pédagogie
Originellement, la pédagogie jeannette s'inspire de la vie de sainte Jeanne d'Arc lorsqu'elle avait 8 ans. La proposition décrite ci-après est celle qui a cours au sein des Guides de France au moment de la fusion avec les Scouts de France. La pédagogie jeannette est la seule qui ait traversé les réformes pédagogiques successives des années 1960 et 1970 chez les Guides de France et les Scouts de France. À ce titre, elle est proche de l’actuelle pédagogie jeannette des Scouts unitaires de France qui ont conservé les propositions antérieures à ces réformes.
Le cadre symbolique des jeannettes est la forêt. L'arrivée à la ronde est symbolisé par le passage de la rivière, lors duquel la jeannette se voit remettre le foulard scout. Elle entre ensuite dans la forêt, dont elle parcourt successivement les trois sentiers au cours de ses années à la ronde. Chacun des sentiers est associé à un animal, un secret, deux qualités de la loi, un symbole et un sacrement. Lorsque ses cheftaines considèrent que la jeannette a compris le sens du secret et de la loi, elle arrive au terme du sentier et se voit remettre un insigne en forme de fleur, qui marque sa progression dans la forêt.
Premier sentier
Poil Roux l’écureuil aide la jeannette à observer la forêt et à la découvrir par le jeu ; elle prend ainsi sa place dans la sizaine et dans la ronde. Le secret de Poil Roux est « Tu peux dire oui, tu peux dire non » qui propose la promesse à la jeannette. Le symbole associé est l'eau, source de vie et le sacrement, le baptême. Au terme du premier sentier, la jeannette cueille sa fleur bleue, attachée aux phrases de la loi « La jeannette est propre » et « La jeannette est active ». Il lui est alors proposé de prononcer sa promesse.
Deuxième sentier
La jeannette montre ce qu’elle sait faire et ce qu’elle a découvert sous le regard de Nuit Claire le hibou. Le secret de Nuit Claire est « Ce qui compte, ce n’est pas ce qui se voit, c’est ce que l’on a au fond du cœur ». Le symbole associé est le feu, source de lumière et le sacrement, la réconciliation. Au terme du deuxième sentier, la jeannette cueille sa fleur blanche, attachée aux phrases de la loi « La jeannette est gaie » et « La jeannette dit toujours vrai ».
Troisième sentier
la jeannette devient signe à la ronde, accompagnée par Lascar, le chien-loup. Le secret de Lascar est « Tu peux aimer ». Le symbole associé est le repas, source de partage et le sacrement, l'eucharistie. Au terme du troisième sentier, la jeannette cueille sa fleur d'or, attachée aux phrases de la loi « La jeannette pense d'abord aux autres » et « La jeannette est amie de Jésus ». Arrivée au bout du troisième sentier, la jeannette a traversé toute la forêt et passe chez les guides.
Signes
Parallèlement à cette progression sur les sentiers, les jeannettes peuvent obtenir des signes, qui marquent une compétence spécifique. Les signes sont répartis en cinq catégories, associées à une couleur.
| Signe blanc | Signes rouges              | Signes verts                     | Signes jaunes         | Signes bleus                      |
| Alléluia    | Croix-rouge Sportive Lutin | Amie de la nature Bonne campeuse | Mains habiles Hôtesse | Globe-trotter Troubadour Reporter |

### Guides
Âgées de 11 à 14 ans environ, les guides étaient reconnaissables à leur chemise bleu clair. L'unité composée de l'ensemble des guides était appelée la compagnie, laquelle était subdivisée en équipes de 6 à 8 guides, à la tête desquelles se trouvait une chef d'équipe. Les guides vivaient l'aventure, un projet de la compagnie où chaque équipe et chaque jeune a sa place.
À la suite de la fusion avec les Scouts de France en 2004, les guides ont fusionné avec les scouts et scoutes pour constituer la branche scouts-guides. Les pédagogies guide et scout subsistent jusqu'en 2008, où elles sont remplacées par une pédagogie commune.

#### Loi et promesse

##### Loi des guides
1. La guide se connaît. Elle manifeste sa joie de vivre.
2. La guide est responsable de ses choix. On peut lui faire confiance.
3. La guide prend sa place dans l’équipe. Elle agit avec les autres partout où elle vit.
4. La guide accueille l’autre, cherche à le connaître et à l’aimer.
5. La guide développe ses compétences pour elle-même et pour le service des autres.
6. La guide respecte la vie, la nature et le travail des hommes.
7. La guide vit l’aventure avec Dieu.

##### Promesse
Sur mon honneur, avec la grâce de Dieu, je m'engage :
- À servir Dieu, l'Église et la Patrie
- À aider mon prochain en toutes circonstances
- À observer la loi des guides.

#### Pédagogie
Alors que les jeannettes vivent dans la forêt, les guides prennent la chemin de la montagne. Une guide de première année passe son « empreinte » : elle montre qui elle est, ce qu'elle aime, ce qu'elle sait faire de ses mains, présenter ses compétences. Elle laisse ainsi une trace dans le Grand livre des empreintes. Elle peut ensuite faire sa promesse, choisir son chemin à travers la montagne puis choisir de prendre différents massifs, eux-mêmes divisés en plusieurs voies.
Les massifs et les voies
| Massif mill visage                                                            | Massif atout cœur                                                                | Massif de la source                                        | Massif azimut pratic                                                                         | Massif Talapêche                                                                    |
| 1. Bon accueil 2. Sans frontières 3. Grand reporter 4. Artiste 5. joue le jeu | 1. Bonne joueuse 2. Compositeur-interprète 3. Gestionnaire 4. Citoyenne du monde | 1. Disciple de Jésus 2. Vie de l'Église 3. Artisan de paix | 1. Technicienne 2. Internaute 3. Styliste 4. Exploratrice 5. Environnementaliste 6. Trappeur | 1. Secouriste 2. Sportive 3. trois étoiles 4. Chasseur de microbes 5. Physiologiste |

### Caravelles
Âgées de 14 à 18 ans, elles étaient reconnaissables à leurs chemises rouges, plus foncées que celles des pionniers-pionnières des Scouts de France.
Lors de la fusion avec les Scouts de France en 2004, les caravelles ont fusionné avec les pionniers et pionnières pour constituer la banche pionniers-caravelles. Les pédagogies caravelle et pionnier subsistent jusqu'en 2009, où elles sont remplacées par une pédagogie commune.

#### Loi et promesse

##### Appels des caravelles
- si tu veux être solidaire, combat l’indifférence et agis avec les autres ;
- si tu veux devenir toi-même, ose te confronter à d’autres et donne le meilleur de toi-même ;
- si tu veux aller plus loin, fais le point et sors de tes frontières ;
- si tu veux respecter la vie, découvre la nature et lutte pour un environnement plus humain ;
- si tu veux bâtir l’avenir, fais équipe avec d’autres et garde confiance.

Alors, tu es sur le chemin de la liberté et de l’amour, tu réponds à l’appel de Jésus-Christ, tu construis un monde de paix, de justice, de vérité, tu écris une page nouvelle des Actes des Apôtres.

##### Engagement
« Adhérant à l'appel que me lancent les caravelles, en réponse à l'amour de Dieu, pour prendre part à un monde plus juste, plus vrai, plus fraternel, solidaire de toutes les autres guides, aujourd'hui, je m'engage à être caravelle ».

### Jeunes en marche
Pour les articles homonymes, voir JEM.
Les Jeunes en marche (JEM) réunissaient des jeunes de 17 à 21 ans formant la branche aînée des Guides de France. Leur tenue était constituée d'une chemise vert clair, couleur caractéristique de cette tranche d'âge chez les Scouts et Guides de France, striée de bandes blanches. Les JEM pouvaient indifféremment être des garçons ou des filles. La symbolique de cette branche était la route.
Il s'agissait à l'origine d'une proposition commune aux Guides de France et aux Scouts de France avant que ces derniers ne créent la proposition compagnons, elle aussi ouverte aux jeunes filles.
Lors de la fusion avec les Scouts de France en 2004, les JEM ont fusionné avec les compagnons pour constituer la branche compagnon. Il s'agit de la seule branche à avoir perdu son nom lors de la fusion. Les pédagogies JEM et compagnon subsistent jusqu'en 2008, où elles sont remplacées par une pédagogie commune.

#### Loi et promesse

##### Charte desJEM
Jeune en marche,
- tu as la terre en partage, construis-la de tes mains ;
- tu as un corps, ne l'abime pas mais qu'il manifeste ton désir de vivre ;
- tu as la liberté, risque-la dans ta parole et dans tes actes ;
- tu as ta place parmi les hommes, participe avec eux au développement du monde ;
- tu as la vie, ne l'enterre pas, mets-toi en marche sur le chemin des Béatitudes.

##### Engagement
« Adhérant à la charte des jeunes en marche, pour conduire ma vie sur le chemin des béatitudes, pour participer à un développement communautaire, en lien avec les scouts et les guides du monde entier, je décide d’être Jeune en marche ».

#### Pédagogie
Le texte des béatitudes est le pilier de la proposition spirituelle :
- Heureux les pauvres de cœur, le royaume des cieux est à eux !
- Heureux les doux, ils obtiendront la terre promise !
- Heureux ceux qui pleurent, ils seront consolés !
- Heureux ceux qui ont faim et soif de justice, ils seront rassasiés !
- Heureux les miséricordieux, ils obtiendront miséricorde !
- Heureux les cœurs purs, ils verront Dieu !
- Heureux les artisans de paix, ils seront appelés Fils de Dieu !
- Heureux ceux qui sont persécutés pour la justice, le royaume des cieux est à eux !